# 阿列克謝·曼韋洛夫
阿列克謝·曼韋洛夫（瑞典語：Alexej Manvelov，1982年3月31日—），瑞典男演員。知名作品如瑞典驚悚影集《在我们死前》（2017年）、《領頭羊》（2020年），以及美國影集《傑克·萊恩》（2022年）。

## 早年
阿列克謝·曼韋洛夫生於俄羅斯莫斯科，母親是俄羅斯人，父親是來自敘利亞的库尔德人。十歲時隨家人從俄羅斯移居瑞典，在林雪平的永斯布羅小鎮長大。他接受過土木工程方面的培訓，並在尋找表演工作的同時在建築行業工作。

## 外部連結
- 阿列克謝·曼韋洛夫在互联网电影资料库（IMDb）上的資料（英文）